# TN 61 (核弾頭)
TN 61はフランスが開発した核弾頭。フランス海軍が運用していた潜水艦発射弾道ミサイル・M20およびフランス空軍の中距離弾道ミサイルSSBS S3向けである。どちらのミサイルにも単弾頭として搭載された。M20向けには1976年よりTN 60が製造されていたが、1977年には軽量化が図られた改良型であるTN 61が開発され、弾頭は順次更新されている。熱核弾頭であり、核出力は1.2Mt。S3向けには1980年から配備が開始された。M20向け70発及びS3向け20発合わせて90発が生産されている。
M20の配備は1991年で終了し、S3も1996年で終了し、それによりTN 61も配備から外されている。M20潜水艦発射弾道ミサイルの後継としてM4 (ミサイル)ミサイル・TN 70核弾頭の組み合わせが開発・配備されている。